# 1071 (szám)
Az 1071 (római számmal: MLXXI) az 1070 és 1072 között található természetes szám.

## A szám a matematikában
A tízes számrendszerbeli 1071-es a kettes számrendszerben 10000101111, a nyolcas számrendszerben 2057, a tizenhatos számrendszerben 42F alakban írható fel.
Az 1071 páratlan szám, összetett szám. Kanonikus alakja 32 · 71 · 171, normálalakban az 1,071 · 103 szorzattal írható fel. Tizenkét osztója van a természetes számok halmazán, ezek növekvő sorrendben: 1, 3, 7, 9, 17, 21, 51, 63, 119, 153, 357 és 1071.
Hétszögszám.
Az 1071 huszonöt szám valódiosztó-összegeként áll elő, ezek közül legkisebb a 7441.

## Csillagászat
- 1071 Brita kisbolygó